# Caca Bonita
Caca Bonita er en ep udgivelse fra Papa Roach i 1995. Båndet havde kun to numre, hvoraf den ene var "Dirty Cut Freak", der også er at finde på Old Friends From Young Years fra 1997. Caca Bonita blev dog trods sin størrelse, betragtet væsentligt bedre end Potatoes for Christmas af bandet selv.

## Spor
Side A:
1. "Gerber"

Side B:
1. "DIRTYcutFREAK"